# Robert Crumb
Robert Crumb (Filadèlfia, Pennsilvània, 30 d'agost del 1943) és un artista i il·lustrador estatunidenc. Va ser un dels fundadors del còmic underground i és potser la figura més destacada d'aquest moviment. Tot i que és un dels més coneguts autors de còmic, la seua carrera s'ha desenvolupat sempre al marge de la indústria. A les temàtiques que tracta s'hi troba la relació amb el sexe femení.

## Biografia
Robert Crumb, un dels cinc fills del militar de carrera Charles V. Crumb, va créixer en un ambient catòlic i conservador. El seu interès pel còmic es va despertar molt prompte gràcies al seu germà major, Charles, el qual, a més de prestar-li comic books de E.C.Segar, Carl Barks i Walt Kelly, entre d'altres, li imposava l'obligació de dibuixar constantment. Robert i els seus germans van produir aviat els seus propis còmics (Foo, Crumb Brothers Almanac), que venien pel veïnat. El 1956, Robert va descobrir la revista Mad, i va quedar fascinat per dibuixants com Harvey Kurtzman, Basil Wolverton i Bill Elder.
A l'octubre de 1962 es va traslladar a Cleveland, Ohio, on va trobar treball dibuixant targetes de felicitació per a l'empresa American Greetings Card Company. Allí va conèixer, el 1964, la que es convertiria en la seua primera esposa, Dana Morgan. El 1965 va realitzar alguns treballs per a una revista, Help, dirigida per Harvey Kurtzman. Encoratjat per la reacció favorable que van trobar alguns dibuixos seus publicats en fanzines underground, va decidir el 1967 traslladar-se a San Francisco, en ple auge de la psicodèlia i el flower power. Allí va editar el primer número del seu fanzine Zap Comix, al començament de 1968. Aquesta publicació es considera l'acta de naixement del còmic underground nord-americà.
Utilitzant l'estil de les tires de premsa de començament del segle xx, Crumb abordava obertament en Zap Comix el sexe i la crítica política, la qual cosa va resultar enormement transgressiu en aquells anys, sobretot tenint en compte que el còmic als Estats Units havia estat tradicionalment orientat cap al públic juvenil. L'èxit de la seua publicació va atraure altres artistes interessats en la contracultura, i Crumb va obrir les pàgines de Zap Comix a autors com Spain Rodriguez, Rick Griffin, S. Clay Wilson, Victor Moscoso, Robert Williams i Gilbert Shelton.
En les pàgines de Zap Comix, del East Village Other, del OZ magazine, i de moltes altres publicacions underground, Crumb va crear personatges que es van convertir en icones de la contracultura, com Mr. Natural, el Gat Fritz, Flakey Foont, Shuman the Human o Angelfood McSpade. Va aconseguir una gran popularitat, i va rebre encàrrecs per a dissenyar portades de discs de rock; obra seua és la coberta de l'àlbum Cheap Thrills (1968), del grup Big Brother and the Holding Company, la cantant de la qual era Janis Joplin.
El director de pel·lícules d'animació Ralph Bakshi va produir el 1972 un llargmetratge de dibuixos animats sobre el gat Fritz (que va ser la primera pel·lícula de dibuixos animats classificada "X"). A pesar de l'èxit del film, Crumb va estar sempre en desacord amb l'adaptació del seu personatge al cinema, i va mostrar el seu disgust "matant" Fritz en els còmics.
En els anys següents, va decidir retirar-se a una granja apartada, i va rebutjar fins i tot ofertes dels Rolling Stones per a dibuixar-los una portada. Després de la crisi del seu primer matrimoni, es va casar amb Aline Kominsky, també dibuixant de còmics, amb qui va col·laborar en nombroses ocasions. Va continuar col·laborant en innumerables publicacions més o menys underground, desenvolupant les seues historietes autobiogràfiques -per a alguns, el més interessant de la seua obra-, en què s'esplaia, entre altres coses, sobre la seua difícil relació amb les dones (notablement millorada quan va aconseguir l'èxit, com ell cínicament admet) o la seua afició pel blues dels primers temps. El seu interès per la música no es va limitar al col·leccionisme (compulsiu) de discs de 78 rpm, sinó que va arribar a fundar el seu propi grup de música tradicional, els Cheap Suit Serenaders, en què toca el banjo. Gràcies el seu interès pel col·leccionisme de discs antics va conèixer el guionista Harvey Pekar, amb qui va col·laborar en el còmic American Splendor (1976).
Al març de 1981 va fundar la revista Weirdo, que va dirigir fins al seu desè número, en què va cedir el testimoni a Peter Bagge; quan Bagge es va retirar, en el número 17, la direcció va passar a l'esposa de Crumb, Aline Kominsky, fins que va tancar en el número 27. En 1988 publica Cave Wimp, una historieta curta ambientada en el Neolític que per a molts crítics és un dels seus millors treballs.
El 1991 es va instal·lar amb Aline al sud de França. L'any següent, la seua obra va ser objecte d'una important exposició en el Festival del Còmic d'Angulema. El 1994, Terry Zwigoff, vell amic de Crumb, va dirigir un documental sobre la seua vida (Crumb, 1994), en què tant l'artista com els seus familiars van col·laborar amb absoluta entrega, i que és un document indispensable per a conèixer les seues peculiars obsessions i el seu entorn familiar, marcat per l'educació repressiva dels seus pares i les malalties mentals que van anar desenvolupant els seus germans.
En 2009 va publicar la novel·la gràfica The book of Genesis, L'obra, de caràcter divulgatiu, és una adaptació literal d'aquesta part de la Bíblia basada en una traducció de la tora a l'anglés de Robert Alter de la Bíblia del King James. Crumb va reflectir-hi cada detall del text, sense censura, mostrant incest, violacions i també un paper de la dona diferent a l'habitual, amb personatges forts i històries amb característiques matriarcals, segons les influències de Savina Teubal.